# Meirycoll Duval
Meirycoll Julia Duval Da Silva (Belo Horizonte) é uma tênista paralímpica brasileira.

## Biografia e carreira
Duval é natural de Belo Horizonte. Ela tem má-formação congênita na perna esquerda, que possuía encurtamento de 15 cm. Iniciou no esporte aos nove anos de idade com futebol e trilha, depois praticou o basquete até os 16, e aos 17 migrou para o tênis.
Em outubro de 2016, Duval ficou em segundo lugar no Torneio Profissional de Tênis em Cadeira de Rodas da Semana Guga Kuerten, disputado em Florianópolis. Em março de 2017, foi campeã do torneio feminino de duplas da Copa Quito de tênis em cadeira de rodas, no Equador, ao lado de Natália Mayara. Em maio do mesmo ano, no torneio ITF2 Series em Israel, foi novamente campeã de duplas ao lado de Natália Mayara. Em outubro de 2019, a atleta disputou o Aberto de Cañuelas, na Argentina, sendo campeão no simples e nas duplas, sendo a última conquista, ao lado de Ana Caldeira.
Na Gira da América do Sul de 2022, Duval foi prata no feminino simples na etapa Open Fundação Ganbare, em Pereira, Colômbia; já na etapa de Cañuelas, na Argentina saiu com a medalha de ouro em duplas, ao lado com Lucimaria Oliveira, e ouro em simples; na etapa de Barranquilla, na Colômbia, obteve um ouro em duplas, dessa vez ao lado de Lucimary Nascimento.
Em abril de 2023, ela disputou o Miguel Zuniga Open, em Buenos Aires, onde ficou com a medalha de prata no feminino simples. Em julho do mesmo ano, disputou o torneio Ciudad de Barranquilla Open, na Colômbia onde conquistou duas medalhas de ouro, uma no simples e outra nas duplas, esta última ao lado da colombiana Zuleinny Trujillo.

## Finais ITF disputadas

### Simples: 50 (30 títulos, 20 vices)
| Resultado | Data     | Torneio                                                | Piso   | Oponente                    | Parciais        |
| --------- | -------- | ------------------------------------------------------ | ------ | --------------------------- | --------------- |
| Perdeu    | Abr 2024 | Chilean Open Copa Banco de Chile, Chile                | Saibro | Macarena Cabrillana         | 2-6, 3-6        |
| Venceu    | Abr 2024 | Uberlandia Wheelchair Tennis Open, Brasil              | Saibro | Maria Fernanda Alves        | 6-1, 6-7, 6-2   |
| Venceu    | Nov 2023 | 11° Goiânia Wheelchair Tennis Open, Brasil             | Saibro | Jade Lanai                  | 5-7, 6-1, 6-1   |
| Venceu    | Out 2023 | Brasilia Open, Brasil                                  | Saibro | Jade Lanai                  | 7-5, 7-6        |
| Venceu    | Out 2023 | Praia Clube Wheelchair Tennis Open, Brasil             | Saibro | Maria Fernanda Alves        | 6-3, 6-4        |
| Venceu    | Set 2023 | Medellín Open/Fundacion Ganbare, Colômbia              | Saibro | Maria Fernanda Alves        | 3-1, Retirou-se |
| Venceu    | Ago 2023 | Bogota Open/Fundación Ganbare, Colômbia                | Saibro | Jade Lanai                  | 6-4, 6-4        |
| Venceu    | Jul 2023 | Copa Indervalle - Cali, Colômbia                       | Saibro | Zuleinny Rodriguez Trujillo | 7-6, 6-2        |
| Venceu    | Jul 2023 | Barranquilla Open, Colômbia                            | Duro   | Maria Fernanda Alves        | 6-3, 6-1        |
| Venceu    | Jul 2023 | Ciudad de Barranquilla Open, Colômbia                  | Duro   | Johana Martinez             | 6-1, 6-3        |
| Perdeu    | Abr 2023 | Miguel Zuniga Open Memorial, Argentina                 | Saibro | Maria Florencia Moreno      | 1-6, 7-5, 3-6   |
| Venceu    | Abr 2023 | Uberlandia Wheelchair Tennis Open, Brasil              | Saibro | Maria Fernanda Alves        | 7-5, 6-0        |
| Perdeu    | Dez 2022 | Wheelchair Cuidad de Cuenca, Equador                   | Saibro | Maria Florencia Moreno      | 5-7, 4-6        |
| Venceu    | Out 2022 | Cañuelas Open, Argentina                               | Saibro | Johana Martinez             | 6-0, 6-1        |
| Venceu    | Out 2022 | Uberlandia Wheelchair Tennis Open 2, Brasil            | Saibro | Johana Martinez             | 6-3, 6-3        |
| Perdeu    | Set 2022 | Open Fundacion Ganbare, Colômbia                       | Saibro | Maria Florencia Moreno      | 2-6, 3-6        |
| Venceu    | Abr 2022 | Uberlandia Wheelchair Tennis Open, Brasil              | Saibro | Maria Fernanda Alves        | 6-0, 6-1        |
| Venceu    | Abr 2022 | Peru Open, Peru                                        | Saibro | Zuleinny Rodriguez Trujillo | 6-3, 6-1        |
| Venceu    | Nov 2021 | Wheelchair Brasil - ITF Tennis International 2, Brasil | Saibro | Maria Fernanda Alves        | 6-3, 6-3        |
| Venceu    | Nov 2021 | Uberlandia Wheelchair Tennis Open, Brasil              | Saibro | Maria Fernanda Alves        | 6-3, 6-2        |
| Venceu    | Set 2021 | Wheelchair Brasil - ITF Tennis International 1, Brasil | Saibro | Maria Fernanda Alves        | 6-1, 6-2        |
| Perdeu    | Out 2019 | Antofagasta Open, Chile                                | Saibro | Macarena Cabrillana         | 0-6, 4-6        |
| Perdeu    | Out 2019 | Cañuelas Open, Argentina                               | Saibro | Jade Lanai                  | 6-0, 6-1        |
| Venceu    | Jul 2019 | Wheelchair Brasil - ITF Tennis International 2, Brasil | Saibro | Ana Caldeira                | 6-1, 6-2        |
| Venceu    | Jul 2019 | Butija Wheelchair Tennis Cup, Brasil                   | Saibro | Nicole Maria Dehrs          | 6-0, 6-3        |
| Venceu    | Abr 2019 | Uberlandia Open, Brasil                                | Saibro | Ana Caldeira                | 6-1, 6-0        |
| Venceu    | Dez 2018 | Goiania Open, Brasil                                   | Saibro | Ana Caldeira                | 6-4, 6-4        |
| Perdeu    | Out 2018 | Cañuelas Open, Argentina                               | Saibro | Macarena Cabrillana         | 3-6, 4-6        |
| Perdeu    | Out 2018 | Uberlandia Wheelchair Tennis Open 2 Etapa, Brasil      | Saibro | Macarena Cabrillana         | 4-6, 1-6        |
| Venceu    | Jul 2018 | Butija Wheelchair Tennis Cup, Brasil                   | Saibro | Maria Fernanda Alves        | 6-3, 6-3        |
| Venceu    | Abr 2018 | Uberlandia Open, Brasil                                | Saibro | Rejane Candida              | 4-6, 6-3, 6-0   |
| Perdeu    | Abr 2018 | Chilean Open, Chile                                    | Saibro | Maria Florencia Moreno      | 4-6, 1-6        |
| Venceu    | Ago 2017 | Gran Prix Brazil Wheelchair, Brasil                    | Saibro | Marisa Ferreira             | 2-0, Retirou-se |
| Perdeu    | Mai 2017 | Be'er Sheba Open, Israel                               | Duro   | Natalia Mayara              | 2-6, 0-6        |
| Perdeu    | Abr 2017 | Uberlandia Open, Brasil                                | Saibro | Natalia Mayara              | 3-6, 1-6        |
| Perdeu    | Mar 2017 | Copa Quito Tenis y Golf Club, Equador                  | Saibro | Natalia Mayara              | 2-6, 3-6        |
| Perdeu    | Out 2016 | Semana Guga Kuerten, Brasil                            | Saibro | Natalia Mayara              | 1-6, 0-6        |
| Venceu    | Out 2016 | Vitoria Wheelchair Tennis Open, Brasil                 | Saibro | Gabriela Buehler            | 6-3, 6-3        |
| Venceu    | Jul 2016 | São Paulo Wheelchair Tennis Open, Brasil               | Saibro | Marisa Ferreira             | 6-2, 6-2        |
| Venceu    | Mai 2016 | Gran Prix Brazil Wheelchair, Brasil                    | Saibro | Natalie Ribeiro             | 6-1, 6-2        |
| Perdeu    | Abr 2016 | Uberlandia Open, Brasil                                | Saibro | Maria Florencia Moreno      | 3-6, 6-3, 4-6   |
| Venceu    | Abr 2016 | Goiania Open, Brasil                                   | Saibro | Rejane Candida              | 6-4, 6-3        |
| Perdeu    | Mar 2016 | Barranquilla Open, Colômbia                            | Duro   | Rejane Candida              | 5-7, 3-6        |
| Perdeu    | Out 2015 | Cañuelas Open, Argentina                               | Saibro | Andrea Medrano              | 3-6, 5-7        |
| Perdeu    | Set 2015 | Vitoria Wheelchair Tennis Open, Brasil                 | Saibro | Rejane Candida              | 2-6, 2-6        |
| Perdeu    | Jul 2015 | Copa Butija Wheelchair Tennis, Brasil                  | Saibro | Natalia Mayara              | 1-6, 0-6        |
| Venceu    | Mai 2015 | Niteroi Open, Brasil                                   | Saibro | Rejane Candida              | 6-0, 6-4        |
| Perdeu    | Mai 2014 | Niteroi Open, Brasil                                   | Saibro | Rejane Candida              | 4-6, 1-6        |
| Venceu    | Mai 2012 | Brazil Open, Brasil                                    | Saibro | Glycon Gomes                | 6-1, 6-0        |
| Perdeu    | Abr 2012 | Minas Open, Brasil                                     | Saibro | Glycon Gomes                | 1-6, 6-7        |

### Duplas: 53 (32 títulos, 21 vices)
| Resultado | Data     | Torneio                                                      | Piso   | Parceira                    | Oponentes                                            | Parciais        |
| --------- | -------- | ------------------------------------------------------------ | ------ | --------------------------- | ---------------------------------------------------- | --------------- |
| Perdeu    | Abr 2024 | Chilean Open Copa Banco de Chile, Chile                      | Saibro | Maria Florencia Moreno      | Zuleinny Rodriguez Trujillo Macarena Cabrillana      | WO              |
| Venceu    | Abr 2024 | Uberlandia Wheelchair Tennis Open, Brasil                    | Saibro | Valeria Valverde            | Maria Fernanda Alves Jade Lanai                      | 2-6, 6-4, 10-4  |
| Perdeu    | Nov 2023 | 11° Goiânia Wheelchair Tennis Open, Brasil                   | Saibro | Maria Fernanda Alves        | Johana Martinez Zuleinny Rodriguez Trujillo          | 3-6, 1-6        |
| Venceu    | Out 2023 | Brasilia Open, Brasil                                        | Saibro | Maria Fernanda Alves        | Johana Martinez Lucimarry Nascimento                 | 6-3, 6-4        |
| Perdeu    | Out 2023 | Praia Clube Wheelchair Tennis Open, Brasil                   | Saibro | Maria Fernanda Alves        | Zuleinny Rodriguez Trujillo Jade Lanai               | 4-6, 6-7        |
| Venceu    | Set 2023 | Medellín Open/Fundacion Ganbare, Colômbia                    | Saibro | Johana Martinez             | Claudia Taboada Rosalba Vazquez Ramos                | 6-0, 6-3        |
| Venceu    | Set 2023 | Pereira Open/Fundación Ganbare, Colômbia                     | Saibro | Johana Martinez             | Zuleinny Rodriguez Trujillo Valeria Valverde         | 4-0, 4-0        |
| Venceu    | Ago 2023 | Bogota Open/Fundación Ganbare, Colômbia                      | Saibro | Johana Martinez             | Xenia Natalia Rodriguez Trujillo Valeria Valverde    | 7-5, 7-6        |
| Venceu    | Jul 2023 | Copa Indervalle - Cali, Colômbia                             | Saibro | Zuleinny Rodriguez Trujillo | Maria Fernanda Alves Jade Lanai                      | 6-2, 6-1        |
| Venceu    | Jul 2023 | Barranquilla Open, Colômbia                                  | Duro   | Zuleinny Rodriguez Trujillo | Maria Fernanda Alves Jade Lanai                      | 6-1, 2-1        |
| Perdeu    | Jul 2023 | Ciudad de Barranquilla Open, Colômbia                        | Duro   | Zuleinny Rodriguez Trujillo | Johana Martinez Najwa Awane                          | 5-7, 1-6        |
| Venceu    | Abr 2023 | Uberlandia Wheelchair Tennis Open, Brasil                    | Saibro | Jade Lanai                  | Vitoria Miranda Ana Caldeira                         | 6-1, 6-3        |
| Venceu    | Nov 2022 | Barranquilla Open, Colômbia                                  | Duro   | Lucimarry Nascimento        | Maria Fernanda Alves Jade Lanai                      | 4-1, 5-3        |
| Venceu    | Out 2022 | Cañuelas Open, Argentina                                     | Saibro | Lucimarry Nascimento        | Johana Martinez Valeria Valverde                     | 6-4, 6-0        |
| Venceu    | Out 2022 | Uberlandia Wheelchair Tennis Open 2, Brasil                  | Saibro | Lucimarry Nascimento        | Maria Fernanda Alves Jade Lanai                      | 4-6, 6-3, 15-13 |
| Venceu    | Abr 2022 | Peru Open, Peru                                              | Saibro | Maria Fernanda Alves        | Zuleinny Rodriguez Trujillo Valeria Valverde         | 6-4, 6-3        |
| Perdeu    | Abr 2022 | Chilean Open Copa Banco de Chile, Chile                      | Saibro | Macarena Cabrillana         | Angelica Bernal Maria Florencia Moreno               | 4-6,4-6         |
| Perdeu    | Nov 2021 | Wheelchair Brazil - ITF Tennis International 2, Brasil       | Saibro | Vitoria Miranda             | Lucimarry Nascimento Ana Caldeira                    | 5-7, 6-4, 8-10  |
| Venceu    | Set 2021 | Wheelchair Brasil - ITF Tennis International 1, Brasil       | Saibro | Ana Caldeira                | Maria Fernanda Alves Jade Lanai                      | 2-6, 6-3, 10-5  |
| Perdeu    | Mai 2021 | Vilamoura Open, Portugal                                     | Duro   | Ana Caldeira                | Charlotte Fairbank Pauline Deroulede                 | 2-6, 0-6        |
| Perdeu    | Nov 2020 | Haydarpasha Palace Open, Turquia                             | Saibro | Emmy Kaiser                 | Charlotte Fairbank Emmanuelle Morch                  | WO              |
| Perdeu    | Fev 2020 | Cougar Open Wheelchair Tennis Tournament, EUA                | Duro   | Emmy Kaiser                 | Manami Tanaka Maria Florencia Moreno                 | 2-6, 2-6        |
| Perdeu    | Fev 2020 | Miguel Zuniga Memorial Open, Argentina                       | Saibro | Ana Caldeira                | Shiori Funamizu Emmanuelle Morch                     | 5-7, 6-7        |
| Perdeu    | Nov 2019 | Brasil Wheelchair Tennis Open - New Venue, Brasil            | Saibro | Ana Caldeira                | Angelica Bernal Nicole Maria Dhers                   | 2-6, 2-6        |
| Venceu    | Out 2019 | Antofagasta Open, Chile                                      | Saibro | Ana Caldeira                | Macarena Cabrillana Zuleinny Rodriguez Trujillo      | 6-2, 7-6        |
| Venceu    | Out 2019 | Cañuelas Open, Argentina                                     | Saibro | Ana Caldeira                | Maria de Lourdes Castillo Alcantara Sabrina Olguin   | 6-0, 6-0        |
| Venceu    | Set 2019 | Wheelchair Brasil - ITF Tennis International 2, Brasil       | Saibro | Ana Caldeira                | Vilma de Fatima Miranda Suelen Serral Machado Serral | 6-0, 6-1        |
| Venceu    | Jul 2019 | Butija Wheelchair Tennis Cup, Brasil                         | Saibro | Ana Caldeira                | Jade Lanai Nicole Maria Dhers                        | 6-0, 6-4        |
| Venceu    | Jul 2019 | Vancouver International Wheelchair Tennis Tournament, Canadá | Duro   | Shelby Baron                | Emmy Kaiser Joanna Nieh                              | 6-2, 6-2        |
| Perdeu    | Jul 2019 | Brasilia Open, Brasil                                        | Saibro | Momoko Ohtani               | Macarena Cabrillana Maria Florencia Moreno           | 3-6, 4-6        |
| Venceu    | Abr 2019 | Uberlandia Open, Brasil                                      | Saibro | Ana Caldeira                | Lucimarry Nascimento Jade Lanai                      | 6-2, 6-1        |
| Venceu    | Abr 2019 | Chilean Open Copa Banco De Chile, Chile                      | Saibro | Macarena Cabrillana         | Maria Florencia Moreno Angelica Bernal               | 6-4, 7-5        |
| Venceu    | Dez 2018 | Goiania Open, Brasil                                         | Saibro | Ana Caldeira                | Esther Lima Duarte Lucimarry Nascimento              | 6-4, 6-0        |
| Venceu    | Nov 2018 | Brasil Wheelchair Tennis Open , Brasil                       | Duro   | Natalia Mayara              | Maria Florencia Moreno Nicole Maria Dhers            | 6-1, 6-4        |
| Perdeu    | Out 2018 | Cañuelas Open, Argentina                                     | Saibro | Nicole Maria Dhers          | Macarena Cabrillana Andrea Medrano                   | 1-6, 1-6        |
| Venceu    | Out 2018 | Semana Guga Kuerten, Brasil                                  | Saibro | Katharina Kruger            | Maria Florencia Moreno Angelica Bernal               | 2-6, 6-4, 10-7  |
| Venceu    | Out 2018 | Uberlandia Wheelchair Tennis Open 2 Etapa, Brasil            | Saibro | Ana Caldeira                | Maria Fernanda Alves Rejane Candida                  | 6-1, 6-3        |
| Venceu    | Jul 2018 | Butija Wheelchair Tennis Cup, Brasil                         | Saibro | Ana Caldeira                | Maria Fernanda Alves Nicole Maria Dhers              | 6-2, 4-6, 10-7  |
| Perdeu    | Abr 2018 | Uberlandia Open, Brasil                                      | Saibro | Ana Caldeira                | Rejane Candida Nicole Maria Dhers                    | 3-6, 6-7        |
| Perdeu    | Abr 2018 | Chilean Open, Chile                                          | Saibro | Nicole Maria Dhers          | Maria Florencia Moreno Andrea Medrano                | 5-7, 1-6        |
| Venceu    | Out 2017 | Semana Guga Kuerten, Brasil                                  | Saibro | Natalia Mayara              | Maria Florencia Moreno Antonella Pralong             | 3-6, 6-3, 10-5  |
| Venceu    | Ago 2017 | Gran Prix Brazil Wheelchair, Brasil                          | Saibro | Ana Caldeira                | Marisa Ferreira Aline Cabral                         | 7-5, 6-0        |
| Venceu    | Out 2016 | Semana Guga Kuerten, Brasil                                  | Saibro | Natalia Mayara              | Marisa Ferreira Gabriela Buehler                     | 6-1, 6-2        |
| Perdeu    | Ago 2016 | Grand Prix Wheelchair Tennis 1ª Etapa, Brasil                | Saibro | Ana Caldeira                | Rejane Candida Natalia Mayara                        | 2-6, 2-6        |
| Venceu    | Jul 2016 | São Paulo Wheelchair Tennis Open, Brasil                     | Saibro | Ana Caldeira                | Maria Fernanda Alves Aline Cabral                    | WO              |
| Venceu    | Mai 2016 | Gran Prix Brazil Wheelchair, Brasil                          | Saibro | Ana Caldeira                | Marisa Ferreira Aline Cabral                         | 6-3, 6-0        |
| Perdeu    | Abr 2016 | Uberlandia Open, Brasil                                      | Saibro | Ana Caldeira                | Maria Florencia Moreno Marisa Ferreira               | 0-6, 6-4, 8-10  |
| Venceu    | Abr 2016 | Goiania Open, Brasil                                         | Saibro | Rejane Candida              | Marisa Ferreira Ana Caldeira                         | 7-5, 6-1        |
| Perdeu    | Jul 2015 | Copa Butija Wheelchair Tennis, Brasil                        | Saibro | Maria Florencia Moreno      | Rejane Candida Natalia Mayara                        | 0-6, 2-6        |
| Perdeu    | Nov 2014 | Estado de Sao Paulo, Brasil                                  | Saibro | Marisa Ferreira             | Rejane Candida Natalia Mayara                        | 1-6, 1-6        |
| Perdeu    | Ago 2014 | Copa Butija Wheelchair Tennis, Brasil                        | Saibro | Marisa Ferreira             | Rejane Candida Natalia Mayara                        | 0-6, 4-6        |
| Venceu    | Mai 2014 | Niteroi Open, Brasil                                         | Saibro | Rejane Candida              | Natalie Ribeiro Antonella Pralong                    | 6-3, 6-2        |
| Perdeu    | Dez 2011 | Winner Brasil Wheelchair Tennis Open, Brasil                 | Saibro | Marisa Ferreira             | Macarena Cabrillana Rejane Candida                   | 1-6, 5-7        |